# Aleksandrowski
Aleksandrowski là một huyện thuộc tỉnh Kujawsko-Pomorskie của Ba Lan. Huyện có diện tích 475 km². Đến ngày 1 tháng 1 năm 2011, dân số của huyện là 55326 người và mật độ 117 người/km².